# Hymna Svatého Tomáše a Princova ostrova
Hymna Svatého Tomáše a Princova ostrova je píseň Independência total (česky Absolutní nezávislost). Hudbu složil Manuel dos Santos Barreto de Sousa e Almeida a text napsal Alda Neves da Graça do Espírito Santo. Hymna byla přijata v roce 1975 u příležitosti vyhlášení nezávislosti Demokratické republiky Svatý Tomáš a Princův ostrov.

## Oficiální text
Text v portugalštině:
Refrén:
Independência total,
Glorioso canto do povo,
Independência total,
Hino sagrado de combate.
Dinamismo
Na luta nacional,
Juramento eterno
No pais soberano de São Tomé e Príncipe.
Guerrilheiro da guerra sem armas na mão,
Chama viva na alma do porvo,
Congregando os filhos das ilhas
Em redor da Pátria Imortal.
Independência total, total e completa,
Costruindo, no progresso e na paz,
A nação ditosa da Terra,
Com os braços heróicos do povo.
Refrén
Trabalhando, lutando, presente em vencendo,
Caminhamos a passos gigantes
Na cruzada dos povos africanos,
Hasteando a bandeira nacional.
Voz do porvo, presente, presente em conjunto,
Vibra rijo no coro da esperança
Ser herói no hora do perigo,
Ser herói no ressurgir do País.
Refrén
Dinamismo
Na luta nacional,
Juramento eterno
No pais soberano de São Tomé e Príncipe.